# Hans Kelsen
Hans Kelsen (Praga, 11 ottobre 1881 – Berkeley, 19 aprile 1973) è stato un giurista e filosofo austriaco, tra i più importanti teorici del diritto del Novecento e il maggior esponente del normativismo.
Di nazionalità austriaca, nel 1933, per via della ascesa del nazismo in Germania e della sua origine ebraica, Kelsen dovette lasciare la sua carica universitaria, trasferendosi a Ginevra e, nel 1940, negli Stati Uniti. Nel 1934, Nathan Roscoe Pound lodò Kelsen descrivendolo come "senza dubbio il più importante giurista del tempo".
Nel 1940, negli Stati Uniti la fama di Kelsen era già ben consolidata per la sua difesa della democrazia e per la sua grande opera "La dottrina pura del diritto" (Reine Rechtslehre). La rilevanza scientifica dell'opera di Kelsen oltrepassa i limiti della sola teoria del diritto e si estende alla filosofia politica e alla sociologia. La sua influenza comprende i campi della filosofia, della scienza giuridica, della sociologia, della teoria della democrazia e delle relazioni internazionali.
Nel 1960, mentre insegnava all'Università della California - Berkeley, Kelsen pubblicò una seconda edizione, molto ampliata, del libro del 1934 "La dottrina pura del diritto". Durante la sua carriera dette anche un contributo significativo alla teoria del controllo di costituzionalità delle leggi e alla teoria del diritto positivo come ordinamento normativo gerarchico e dinamico. Fu un difensore della teoria dell'identità di stato e diritto, e un sostenitore della separazione tra scienza giuridica, da una parte, e filosofia morale, teoria politica e scienze sociali, dall'altra.
La recezione e la critica della sua opera sono state ampie, sia con entusiasti sostenitori che con critici. La difesa kelseniana del positivismo giuridico da una prospettiva neokantiana ha avuto influenza su H.L.A. Hart e sulla teoria del diritto di indirizzo analitico.

## Biografia

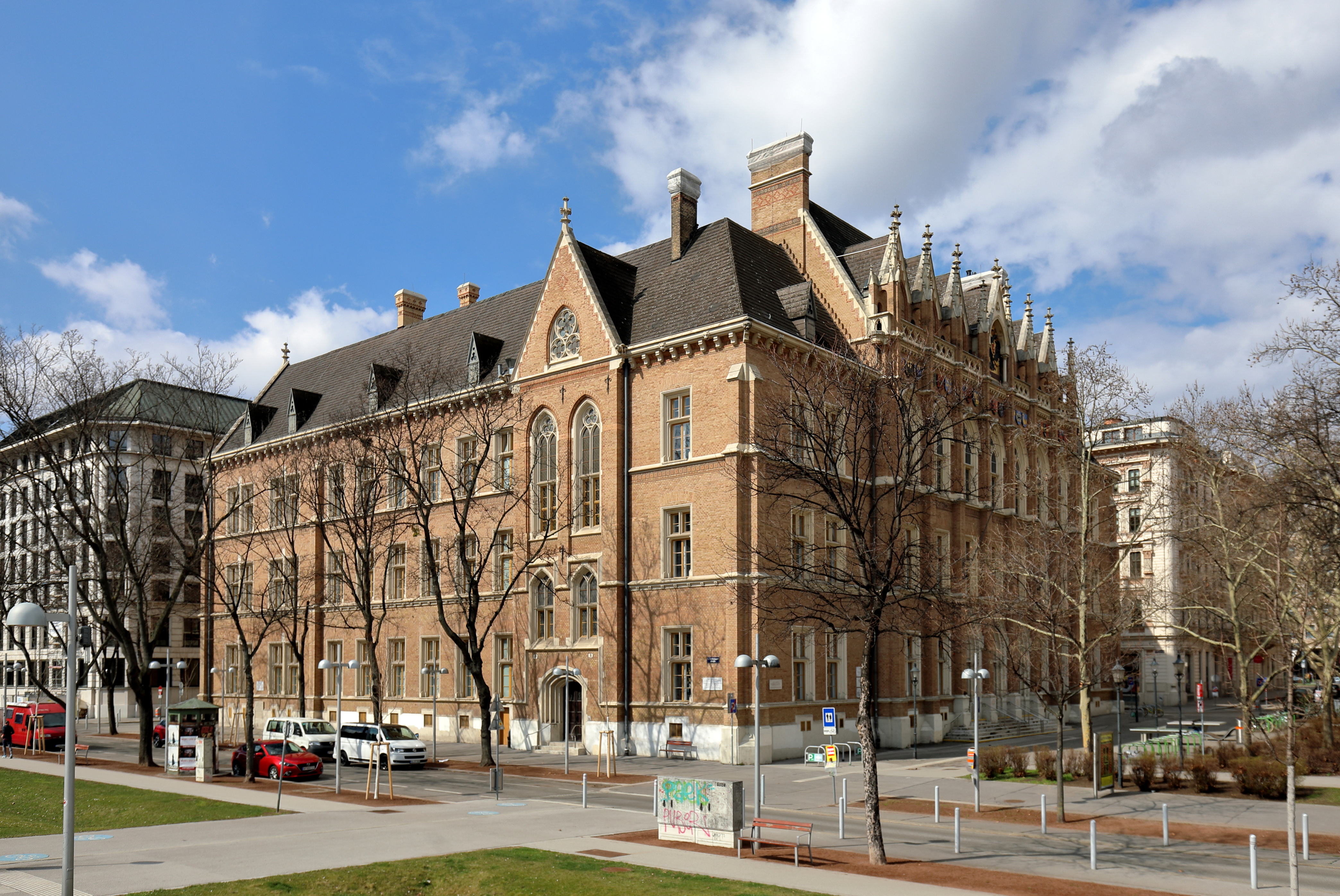
L'Akademisches Gymnasium di Vienna, la scuola frequentata da Kelsen

Hans Kelsen nacque a Praga l'11 ottobre 1881 da una famiglia ebraica. Successivamente si trasferì con la sua famiglia a Vienna, dove cominciò i suoi studi di diritto. Nel 1905 scrisse la sua prima opera, una monografia su Dante e il suo pensiero politico, intitolata Die Staatslehre des Dante Alighieri (La Teoria dello Stato in Dante). Dopo aver terminato gli studi in giurisprudenza, e aver conseguito la laurea nel 1906, soggiornò per un breve periodo a Heidelberg dove frequentò i seminari di Georg Jellinek. Tornato a Vienna, nel 1911 conseguì l'abilitazione all'insegnamento universitario del diritto pubblico e della filosofia del diritto.

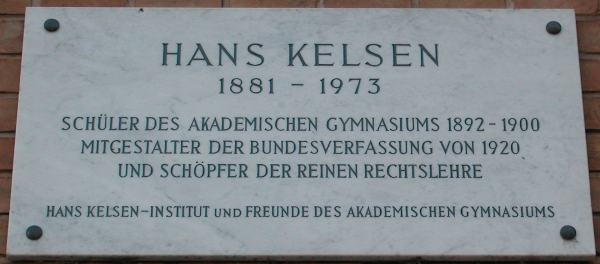
Targa commemorativa alla scuola frequentata da Kelsen

Nello stesso anno pubblicò Hauptprobleme der Staatsrechtslehre entwickelt aus der Lehre vom Rechtssatze, ovvero Problemi fondamentali della dottrina del diritto pubblico esposti a partire dalla dottrina della proposizione giuridica; quest'opera rappresentò il primo fondamentale contributo di Kelsen alla teoria generale del diritto pubblico. Grazie a quel libro cominciò la sua carriera di docente presso l'Università di Vienna, dove conseguì l'abilitazione scientifica e fu ammesso all'insegnamento del diritto pubblico e della filosofia del diritto nel 1911; dal 1914 insegnò diritto pubblico anche presso la Export-Akademie des k.k. Handels-Ministeriums. Allo scoppio della guerra, fu richiamato come ufficiale della riserva; assegnato a servizi amministrativi e giudiziari, fu nominato consigliere diretto del Ministro della Guerra Rudolf Stöger-Steiner von Steinstätten e poté assistere, in tale posizione, alla "ultima, tragica fase del tramonto della monarchia austro-ungarica". Nel luglio 1918 venne nominato professore straordinario di ruolo, e successivamente nell'agosto 1919, professore ordinario di diritto pubblico alla Facoltà di giurisprudenza dell'Università di Vienna.
Nel 1920 accettando la proposta del cancelliere Karl Renner, partecipò alla scrittura della prima costituzione liberal-democratica e federale della Repubblica austriaca.
L'anno dopo venne eletto giudice a vita della Corte costituzionale della Repubblica austriaca; seguirono così anni nei quali si dedicò molto alla politica e alle istituzioni. Dopo otto anni, e quindi nel 1929, la Corte costituzionale fu sciolta a causa di una riforma voluta dal partito cristiano-sociale. Kelsen trovandosi in contrasto con queste scelte, decise di lasciare l'Austria, e di partire per la città di Colonia. Nell'Università di questa nuova città, Kelsen accettò la cattedra di diritto internazionale che gli era stata precedentemente offerta. Ben presto ebbe inizio la polemica con Carl Schmitt relativa alla questione di chi dovesse essere il "custode della costituzione": se una corte costituzionale incaricata di controllare la legittimità delle leggi, secondo la soluzione favorita da Kelsen, oppure, come riteneva Schmitt, il capo di Stato, cui l'art. 48 della Costituzione di Weimar attribuiva il potere di sospendere i diritti fondamentali e adottare tutte le misure necessarie in caso di "rilevante minaccia o turbamento dell’ordine e della sicurezza pubblica".
Nel 1933 con l'avvento del nazismo, essendo lui ebreo, fu costretto a dare le dimissioni ed emigrare. Dopo essere fuggito, giunse a Ginevra presso il Graduate Institute of International and Development Studies, dove insegnò. In questo periodo scrisse una delle sue opere più importanti, la Reine Rechtslehre (Dottrina pura del diritto). Successivamente nel 1936, accettò la chiamata come docente ordinario di diritto internazionale presso l'Università di Praga. Nel 1938, dopo una serie di contestazioni naziste come quelle che lo avevano portato a fuggire da Colonia, lasciò la sua cattedra all'Università di Praga e nel 1940 si trasferì negli Stati Uniti. Passò due anni all'Harvard University, dopo di che si trasferì a Berkeley per insegnare alla University of California, dal 1945 al 1952.
In questo periodo Kelsen si dedicò alla teoria del diritto internazionale e nel 1952 pubblicò i Principles of International Law. Nonostante ciò, continuò sempre a sviluppare la propria teoria generale del diritto. Cercando un confronto con l'ambiente giuridico americano, scrisse in inglese la General Theory of Law and State (Teoria generale del diritto e dello Stato), pubblicata nel 1945. Nel 1960 uscì una seconda edizione, molto ampliata, della Reine Rechtslehre, che costituisce la formulazione più compiuta del suo pensiero.
Hans Kelsen morì a Berkeley, in California, il 19 aprile 1973. Nel 1979 venne pubblicata postuma la Allgemeine Theorie der Normen (Teoria generale delle norme).

## Pensiero
Kelsen è noto come il capostipite novecentesco della dottrina liberal-democratica del diritto su base giuspositivista.

### La dottrina pura del diritto
Di questo libro esistono due diverse edizioni, entrambe pubblicate a Vienna, la prima del 1934 e la seconda del 1960.
Nonostante il titolo fosse lo stesso, il contenuto delle due opere era cambiato, ma l'idea centrale del suo pensiero rimase una dottrina pura del diritto. L'aggettivo "puro", essenziale per capire l'intero pensiero di Kelsen, sta a indicare una dottrina né ideologica (come nel giusnaturalismo) né empirica (come nel giusrealismo).
Secondo Kelsen era necessario separare il diritto da sfere estranee quali la natura, la morale, l'etica, la sociologia e la politica. Kelsen arriva quindi alla conclusione che solamente se vengono attuate queste separazioni si può ottenere una dottrina pura del diritto.
Parlando della separazione diritto-natura, Kelsen spiega che il diritto è un fatto sociale, un fenomeno che vive all'interno della società; la vita della società a sua volta è una delle tante espressioni della natura, che si presenta attraverso una serie di fatti privi di significato. Il diritto qualifica questi fatti con le norme; in questo modo si arriva alla conclusione che la caratteristica specifica del diritto è il suo essere qualificante. Se si studia il fenomeno giuridico sotto il profilo dei comportamenti con i quali ha a che fare, si ha la sociologia del diritto; se invece si studia il diritto come schema di qualificazione, si ha la dottrina pura del diritto. Secondo Kelsen quindi la prima e fondamentale distinzione da fare è quella tra sociologia e dottrina pura del diritto.
La dottrina pura del diritto è una teoria del diritto positivo e generale, depurato da ogni legame con nozioni morali, politiche e sociologiche.
La caratteristica specifica del diritto è di essere qualificante poiché un fatto naturale è un atto giuridico quando questo fatto è contenuto in una norma posta dal legislatore. Fatto naturale + significato oggettivo/giuridico = atto giuridico.
Da ciò risulta necessaria la distinzione tra significato soggettivo e oggettivo in un atto. Il significato soggettivo/sociale sta nell'attribuire un significato a un comportamento, il significato oggettivo /giuridico sta nel legislatore che attribuisce un significato a un comportamento e lo impone con la norma giuridica. Significato soggettivo e significato oggettivo possono coincidere.

### La norma come schema qualificativo
La norma nasce da un fatto naturale (la norma è una categoria che non esiste in natura, ma è un prodotto intellettuale) ed è collegando questo fatto naturale a una fattispecie generale e astratta attraverso il nesso o "principio di imputazione" che questo si qualifica come atto giuridico: la norma giuridica stabilisce che, in presenza di un certo "evento" (il reato), deve seguirne un altro (l'effetto, la sanzione). Quindi ciò che qualifica il fatto naturale in atto giuridico è il significato oggettivo/giuridico imposto dal legislatore, e contenuto in una norma, sul fatto naturale.
Kelsen separa il diritto dalla morale poiché hanno una diversa struttura. Il diritto è un giudizio ipotetico eteronomo, in senso kantiano - a differenza della morale autonoma, che si basa su un imperativo categorico - la cui caratteristica specifica è di qualificare un fatto naturale come atto giuridico ricollegando quel fatto naturale (fattispecie concreta) a una fattispecie generale e astratta presente nella norma giuridica imposta dal legislatore. La norma giuridica non è un fatto naturale ma è un fatto oggettivo poiché si stacca dalla volontà di chi l'emana diventando indipendente durante l'atto psichico che la genera.
La seconda distinzione si ha quando si parla di diritto e quando si parla di valutazione etica della norma: una cosa è dire che una norma è giuridica, un'altra cosa è dire che una norma è giusta o ingiusta, opportuna o inopportuna.
Kelsen dice che non è compito della dottrina pura del diritto stabilire se una norma giuridica è giusta o ingiusta, opportuna o inopportuna: il compito di dire se una norma è giusta o ingiusta è affidato alla morale, mentre quello di dire se è opportuna o inopportuna è affidato alla politica, e se si deve sempre distinguere dottrina pura da un lato, morale e politica dall'altro.
La legge che fonda l'ordinamento giuridico è definita da Kelsen Grundnorm (norma fondamentale).

### La nomostatica
La fase della nomostatica (da Νόμος, norma, legge), consiste nel prendere in considerazione la struttura della norma in sé stessa. Per delineare il carattere specifico della norma giuridica rispetto ai fatti naturali, bisogna considerare che la caratteristica di questi ultimi è di essere retti dal principio di causalità: a ogni causa segue un determinato effetto. Lo schema che usa Kelsen per spiegare questo rapporto di causa-effetto è: 
"se c'è A (causa) deve esserci (muss) B (effetto)";
lo schema invece usato per spiegare il rapporto giuridico, o rapporto di imputazione, è:
"se c'è A1 deve esserci (soll) B1".
La differenza tra i verbi tedeschi "Müssen" e "Sollen" usati da Kelsen per spiegare i due tipi di rapporti sta nel fatto che il primo indica un dovere nel senso di necessità (fisica) assoluta, mentre il secondo indica un dovere nel senso di necessità giuridica (imputazione); secondo Kelsen inoltre il rapporto di imputazione è "chiuso" in se stesso, ovvero comincia da A e termina in B.
Con questi schemi, Kelsen vuole parlare della distinzione tra rapporto di causalità e rapporto di imputazione a prescindere dai contenuti; questo perché la sua teoria del diritto è "pura", quindi estranea a ogni contenuto naturalistico, politico o morale.
Una caratteristica in comune tra i due tipi di rapporti è che, a prescindere dai contenuti, esprimono tutti e due la conseguenza di un certo "evento" rispetto a un altro che lo precede. Nonostante questo però, sul piano formale Kelsen non riesce a giustificare queste due distinzioni.
Un'altra distinzione, più sottile ma fondamentale, è quella tra le "Soll-Sätze" (proposizioni normative), formulate dalla scienza giuridica, e le "Soll-Normen" (norme), statuite dall''autorità giuridica. Le prime, che descrivono il diritto e non obbligano o autorizzano alcuno ad alcunché, possono essere vere o false. Le norme, invece, non possono essere vere o false, bensì solo valide o non valide. La proposizione che descrive la validità di una norma penale, la quale commina una pena detentiva per il furto, sarebbe falsa se affermasse che, in conformità a questa norma, il furto viene punito con la detenzione, poiché vi sono casi in cui, nonostante la validità della norma, il furto non viene punito in concreto, per esempio perché il ladro si è sottratto alla pena.

### La nomodinamica
La nomodinamica deve spiegare in cosa consiste la validità di una norma, da un punto di vista però puramente formale, individuando prima di tutto la categoria della validità giuridica. La validità giuridica va distinta sia dall'efficacia della norma, altrimenti ci sarebbe confusione tra diritto e natura, sia dal valore della norma, altrimenti si confonderebbero diritto e morale.
Per Kelsen una norma è giuridicamente valida se emanata in conformità con i criteri stabiliti dalla norma di grado immediatamente superiore. Si crea così una specie di piramide in cui ogni norma di grado inferiore è valida se è coerente con la norma di grado superiore: è questa la costruzione dell'ordinamento giuridico chiamata "Stufenbautheorie", letteralmente "Teoria della costruzione a gradini".
Una norma è valida anche indipendentemente dal suo valore etico-politico: una norma di legge, per essere una norma giuridicamente valida, anche se è del tutto ingiusta o senza efficacia, basta che sia emessa in modo conforme alla Costituzione; la validità della singola norma infatti, è costruita in base a un criterio puramente formale. Quando parliamo delle norme costituzionali, si deve determinare che non esistano altre norme al di sopra della Costituzione.
Secondo Kelsen, la "norma fondamentale" è alla base della validità delle norme costituzionali. Della "norma fondamentale" Kelsen parla in modo diverso nelle due edizioni della Dottrina Pura del Diritto: 
- Nella prima edizione dice che questa Grundnorm è una norma non posta, ma presupposta: è quindi una norma della quale dobbiamo presupporre la validità.
- Dell'edizione del 1960 invece, il pensiero cambia sotto l'influenza delle critiche del realismo giuridico, nel senso che la norma fondamentale è valida quando il complesso delle norme trova applicazione.

Questa spiegazione risulta però contraddittoria, perché o viene accettata la prima interpretazione cadendo però nella metafisica, o viene accettata la seconda interpretazione non salvaguardando però la dottrina "pura" del diritto. Alcuni critici accusano Hans Kelsen di "formalismo", in relazione all'idea del filosofo del diritto, secondo cui se si discute della validità della Norma Fondamentale, anche l'atto fondativo dell'usurpatore (in quanto soggetto privo di legittimazione) va considerato come diritto, in quanto l'Ordinamento Giuridico non può chiudersi con un "fatto". Da qui la considerazione della Norma Fondamentale come finzione. Secondo uno dei più accreditati interpreti di Kelsen, Mario G. Losano, la "norma fondamentale" porta alla "contraddizione del giurista", in quanto è «una norma non posta dal legislatore, ma presupposta: 'bisogna ubbidire alla Costituzione'».
Inoltre, sempre per Losano, la kelseniana distinzione tra diritto e giustizia implica l’indifferenza per quanto concerne i "contenuti delle norme”. Di conseguenza, la sua "teoria pura del diritto spiega anche il diritto dello Stato nazista, però senza giustificarlo".

### Diritto soggettivo e Stato
Kelsen esamina anche il rapporto tra diritto e morale; egli afferma che il diritto appartiene al mondo del dover essere (Sollen), non al mondo dell'essere (Sein). Il diritto quindi appartiene alla sfera del dover essere, ma non nel senso della legge di Hume oppure del giusnaturalistico diritto ideale cui si contrappone un diritto positivo, ma inteso come categoria a priori logico-trascendentale. All'interno dell'ordinamento giuridico si trova anche una distinzione tra diritto oggettivo e diritto soggettivo.
Kelsen nella sua concezione normativistica, riduce la categoria del diritto soggettivo al diritto oggettivo, poiché crede che solo quest'ultimo esista.
Ma questo diritto oggettivo, può non solo comandare o vietare, ma anche autorizzare un certo comportamento, e nel momento in cui lo autorizza, determinate persone possono avanzare delle pretese che il diritto oggettivo stesso ha loro consentito. Kelsen si occupa anche della contrapposizione tra Stato e diritto; secondo lui, si deve attuare una radicale riduzione del diritto allo Stato, e dello Stato al diritto. Non può esistere uno Stato senza diritto, quindi il diritto è una realtà imprescindibile rispetto allo Stato e viceversa, non può esistere l'uno se non c'è l'altro. Nella Dottrina pura del diritto, quest'ultimo è coincidente con la volontà statale, quindi ecco emergere lo statalismo, ovvero far intervenire lo Stato in tutte le questioni economiche e sociali.

### Il problema dell'interpretazione
L'ultimo grande problema di Kelsen è quello dell'interpretazione. Nel suo schema piramidale, l'interpretazione implica la scala discendente, e la validità implica la scala ascendente. Secondo Kelsen l'interpretazione si giustifica per il fatto che ogni norma superiore autorizzando o legittimando determinate norme di grado inferiore non le può determinare totalmente. Questo tipo di interpretazione però non è sempre chiara, poiché una legge può essere ambigua. Per questo motivo egli afferma che se da una certa legge si arriva a diverse interpretazioni a livello logico, queste sono tutte valide.
Per lui quindi l'interpretazione viene ridotta da atto teoretico-conoscitivo ad atto decisionale di volontà (bisogna tenere presente che secondo Kelsen l'unica soluzione per un'antinomia normativa è l'abrogazione di una o entrambe le norme). Parlando poi di criteri con i quali si sceglie una interpretazione piuttosto che un'altra, Kelsen riprende la distinzione avanzata dalla scuola neo-positivista, tra giudizi di fatto e giudizi di valore. I giudizi di fatto sono giudizi di esistenza, mentre i giudizi di valore esprimono una valutazione; i giudizi di fatto sono verificabili, quindi scientifici, i giudizi di valore no, poiché sono puramente emozionali, non scientifici.
Una cosa è dire che una norma giuridicamente esiste o non esiste, è valida o no, perché ci si riferisce a una serie di giudizi di fatto verificabili; un conto è dire che una norma è opportuna o inopportuna perché questo sarebbe un giudizio di valore, frutto dell'emozionalità, e quindi non verificabile. Questa distinzione però è stata criticata, perché se in una valutazione l'uomo si pone il problema dei fini, per il loro raggiungimento deve fare un'opera di comparazione di fini diversi, e questo lato comparativo è razionale. Secondo i critici quindi non si può allontanare il mondo delle scelte dall'attività razionale.

## Critiche
Uno dei principali "avversari" di Kelsen fu Carl Schmitt. Una critica molto importante della concezione giuridica normativa di Kelsen è quella fatta da Alexander Hold-Ferneck, il quale mostra come il cosiddetto giuspositivismo di Kelsen è nei fatti soltanto un giusnaturalismo puramente formalizzato e desostanzializzato, "senza contenuti" (come scrive Bruno Leoni), ma che resta pur sempre giusnaturalismo.
Nel contesto culturale italiano le sue tesi furono molto criticate - in una prospettiva liberale e individualista - da Bruno Leoni. Inoltre anche Santi Romano e Giuseppe Capograssi criticarono la teoria pura del diritto di Kelsen affermando, sia pure con ricostruzioni teoretiche differenti, che il diritto è frutto dell'evoluzione della società e della storia. Anche Alf Ross si unisce alle critiche, sostenendo che la teoria della validità come obbligatorietà non sia altro che un invito occulto ad obbedire alla legge. Infine, un altro critico, sebbene da posizioni più strettamente filosofiche, fu il suo ex allievo Eric Voegelin, al quale Kelsen fece pervenire una risposta in manoscritto che però non fu mai pubblicata dopo che Voegelin lo sconsigliò di farlo affinché il prestigio del giurista non fosse intaccato dalla poca conoscenza delle questioni filosofiche sottese alla sua critica.

## Hans Kelsen-Institut e Hans-Kelsen-Forschungsstelle
Per i 90 anni di Kelsen il Governo austriaco istituì il 14 settembre 1971, una fondazione nominata "Hans Kelsen-Institut". Scopo della fondazione è la diffusione delle dottrine del diritto a livello internazionale. Vi sono delle pubblicazioni dell'editore Verlag Manz, in 33 volumi.
La guida dell'Hans Kelsen-Institut fu affidata nel 1972 a Kurt Ringhofer e Robert Walter, fino alla loro morte, nel 1993 e nel 2010. I loro successori sono Clemens Jabloner (1993) e Thomas Olechowski (2011).
Nel 2006 presso la Friedrich-Alexander-Universität Erlangen-Nürnberg viene istituito il „Hans-Kelsen-Forschungsstelle“ sotto la guida di Matthias Jestaedt. Dopo la loro nomina all'Università di Friburgo nel 2011, il Centro di Ricerca è stato trasferito lì. Lo Hans-Kelsen-Forschungsstelle in cooperazione con l'Hans Kelsen-Institut ha pubblicato l'opera omnia di Kelsen edita da Mohr Siebeck Verlag.

## Riconoscimenti
- 1938 Membro onorario del American Society of International Law
- 1953 Karl-Renner-Preis[16][17][18]
- 1960 Premio Feltrinelli conferito dall'Accademia dei Lincei per le Scienze Giuridiche.[19]
- 1961 Ordine al merito di Germania
- 1961 Österreichisches Ehrenzeichen für Wissenschaft und Kunst
- 1966 Ehrenring der Stadt Wien
- 1967 Großes Silbernes Ehrenzeichen mit dem Stern für Verdienste um die Republik Österreich
- 1981 Landstraße (3. Bezirk) Kelsenstraße in Vienna

### Selezione di edizioni italiane delle opere di Kelsen
- La dottrina pura del diritto, a cura di R. Treves, Torino: Einaudi, 1952 (dal 1967 col titolo "Lineamenti di dottrina pura del diritto").
- Società e Natura: ricerca sociologica, a cura di L. Fuà, Torino: Einaudi 1953.
- La dottrina pura del diritto (Saggio introduttivo e nuova traduzione di Mario G. Losano, Einaudi, 2021.
- I fondamenti della democrazia e altri saggi, Bologna: Il Mulino, 1966.
- La giustizia costituzionale a cura di Carmelo Geraci; premessa di Antonio La Pergola, Milano: Giuffre, 1981.
- La Democrazia, trad. di Giorgio Melloni, Bruno Flery, Anna Maria Castronuovo, Bologna: Il Mulino, 1985.
- Teoria generale delle norme, a cura di Mario G. Losano. Traduzione di Mirella Torre, Torino: Einaudi, 1985.
- Il problema della sovranità e la teoria del diritto internazionale. Contributo per una dottrina pura del diritto, a cura di Agostino Carrino, Milano: Giuffré, 1989.
- La pace attraverso il diritto, a cura di Luigi Ciaurro, Torino: Giappichelli, 1990.
- Hans Kelsen - Renato Treves, Formalismo giuridico e realtà sociale a cura di Stanley L. Paulson, Napoli: Edizioni scientifiche italiane, 1992.
- Il concetto sociologico e il concetto giuridico dello Stato. Studio critico sul rapporto tra Stato e diritto a cura di Ag. Carrino, Napoli: Edizioni scientifiche italiane, 1997.
- Il problema della giustizia, a cura di Mario G. Losano. Nuova edizione, Torino: Einaudi, 1998.
- Hans Kelsen – Umberto Campagnolo, Diritto internazionale e Stato sovrano. A cura di Mario G. Losano, con un inedito di H. Kelsen e un saggio di N. Bobbio, Milano: Giuffrè, 1999.
- Teoria Generale del Diritto e dello Stato, Milano: Etas, 2000.
- Lo Stato come Superuomo. Una risposta (1926), traduzione e cura di Antonino Scalone, Torino: Giappichelli, 2002.
- Scritti autobiografici, traduzione e cura di Mario G. Losano, Reggio Emilia: Diabasis 2008.
- Causalità e retribuzione, traduzione e cura di Fabrizio Sciacca, in "Filosofia politica", 22:2 (2008).
- Dottrina generale dello Stato, a cura di Joerg Luther ed Enrico Daly, Giuffré, Milano, 2013.
- Religione secolare, traduzione di P. Di Lucia e L. Passerini Glazel, Milano: Raffaello Cortina, 2014.
- Due saggi sulla democrazia in difficoltà (1920-1925). A cura di Mario G. Losano, Aragno, Torino 2018.

### Studi in italiano
- Norberto Bobbio, Hans Kelsen, in “Rivista Internazionale di Filosofia del Diritto” (1973), poi raccolto come Struttura e funzione nella teoria del diritto di Kelsen, in ID, Dalla struttura alla funzione. Nuovi studi di teoria del diritto, Milano: Edizioni di comunità (Diritto e cultura moderna, 18), 1977, p. 187
- Norberto Bobbio, Diritto e potere. Saggi su Kelsen, Edizioni Scientifiche Italiane, 1992, 2014, ISBN 88-7104-468-1
- Umberto Campagnolo, Conversazioni con Hans Kelsen. Documenti dell'esilio ginevrino 1933-1940. A cura di Mario G. Losano, Giuffrè, Milano 2010, XIX-295 pp.
- Bruno Celano, La teoria del diritto di Hans Kelsen. Una introduzione critica, Bologna, il Mulino, 1999.
- Orazio Condorelli, Il rapporto fra Stato e diritto secondo il Kelsen, in “Rivista Internazionale di Filosofia del Diritto” (1923).
- Vittorio Frosini, Kelsen e Dante, in AA. VV., Scritti in memoria di Antonino Giuffrè, vol. I, Milano: Giuffrè, 1967, poi pubblicato come Autorità imperiale e libertà civile in Dante, in AA. VV., Dante e la Magna Curia, Palermo: Centro di studi filologici e linguistici siciliani, 1967, p. 524, riprodotto come introduzione al volume KELSEN, La teoria dello Stato in Dante, cit., ripubblicato come Kelsen e Dante in V. Frosini, Saggi su Kelsen e Capograssi. Due interpretazioni del diritto, Milano: Giuffrè, 1988.
- Mario G. Losano, Forma e realtà in Kelsen, Comunità, Milano 1981, 229 pp.
  - (trad. in spag.: Mario G. Losano, Teoría pura del derecho. Evolución y puntos cruciales, Tradución de Jorge Guerrero R., Temis, Bogotá 1992, XVI-267 pp.)
- Realino Marra, Liberi da Kelsen. Per un vero realismo giuridico, in Materiali per una storia della cultura giuridica, vol. 42, n. 1, 2012, pp. 263–280.
- Ciro Sbailò, "Prospettive platoniche nella questione della dottrina pura del diritto di Hans Kelsen", in "Diritto e Società", vol. 2, 2001, p. 269-296.
- Uberto Scarpelli, Società e natura nel pensiero di Hans Kelsen, in “Rivista Internazionale di Filosofia del Diritto” (1954), p. 767.
- Fabrizio Sciacca, Il mito della causalità normativa. Saggio su Kelsen, Torino: Giappichelli, 1993.
- Fabrizio Sciacca, Hans Kelsen. Dalla teoria del diritto a una filosofia per la Costituzione, in “Filosofia politica”, vol. 2, 2016, pp. 257–276.

### Studi in tedesco
- Brunkhorst, Hauke (Hg.): Rechts-Staat: Staat, internationale Gemeinschaft und Völkerrecht bei Hans Kelsen, Nomos, Baden-Baden 2008.
- Dreier, Horst: Rechtslehre, Staatssoziologie und Demokratietheorie bei Hans Kelsen. Nomos, Baden-Baden 1986.
- Ehs, Tamara (Hg.): Hans Kelsen. Eine politikwissenschaftliche Einführung. Facultas, Wien 2009.
- Fränkel, Karl Joachim: Recht und Gerechtigkeit bei Hans Kelsen. Diss. Köln 1965.
- Heidemann, Carsten: Die Norm als Tatsache. Zur Normentheorie Hans Kelsens, Nomos, Baden-Baden 1997.
- Hold-Ferneck, Alexander: Der Staat als Übermensch. Zugleich eine Auseinandersetzung mit der Rechtlehre Kelsens, Jena, Gustav Fischer, 1926.
- Klug, Ulrich: Prinzipien der Reinen Rechtslehre- Hans Kelsen zum Gedächtnis (= Kölner Universitätsreden. Nr. 52). Mit einer Ansprache von Klemens Pleyer Scherpe, Krefeld 1974.
- Koja, Friedrich (Hg.): Hans Kelsen oder die Reinheit der Rechtslehre. Böhlau Verlag, Wien-Köln-Graz 1988.
- Jestaedt, Matthias (Hg.): Hans Kelsen. Werke. Band 1. Veröffentlichte Schriften 1905–1910 und Selbstzeugnisse. Mohr Siebeck, Tübingen 2007, ISBN 978-3-16-149419-2.
- Jöckel, Wilhelm: Hans Kelsens rechtstheoretische Methode. Darstellung und Kritik ihrer Grundlagen und hauptsächlichsten Ergebnisse. Scienta, Aalen 1977.
- Leser, Norbert: Hans Kelsen (1881–1973). In: Neue Österreichische Biographie. Bd. 20, Wien 1979, S. 29–39.
- Métall, Rudolf Aladár: Hans Kelsen: Leben und Werk. Deuticke, Wien 1969.
- Métall, Rudolf Aladár (Hrsg.): 33 Beiträge zur Reinen Rechtslehre. Wien 1974.
- van Ooyen, Robert Chr.: Der Staat der Moderne. Hans Kelsens Pluralismustheorie. Duncker & Humblot, Berlin 2003.
- van Ooyen, Robert Chr. (Hrsg.): Hans Kelsen: Wer soll der Hüter der Verfassung sein? Mohr Siebeck, Tübingen 2008.
- van Ooyen, Robert Chr.: Hans Kelsen und die offene Gesellschaft. Verlag für Sozialwissenschaften, Wiesbaden 2010.
- Paulson, Stanley L. / Stolleis, Michael (Hrsg.): Hans Kelsen. Staatsrechtslehrer und Rechtstheoretiker des 20. Jahrhunderts. Mohr Siebeck, Tübingen 2005.
- Römer, Peter: Hans Kelsen. Dinter, Köln 2009, ISBN 978-3-924794-54-5.
- Schefbeck, Günther: Hans Kelsen und die Bundesverfassung. In: Bezirksmuseum Josefstadt (Hrsg.): Hans Kelsen und die Bundesverfassung. Geschichte einer josefstädter Karriere. Ausstellungskatalog. Wien 2010, S. 48–57.
- Schild, Wolfgang: Die zwei Systeme der Reinen Rechtslehre. Eine Kelseninterpretation. In: Wiener Jahrbuch für Philosophie. Bd. 4 (1971), S. 150–194.
- Schlüter-Knauer, Carsten: Die kontroverse Demokratie: Carl Schmitt und Hans Kelsen mit und gegen Ferdinand Tönnies. In: Uwe Carstens u. a.: Verfassung, Verfasstheit, Konstitution, Books-on-Demand, Norderstedt 2008, S. 41–86
- Walter, Robert: Hans Kelsen als Verfassungsrichter. Manz, Wien 2005, ISBN 3-214-07673-6.
- Walter, Robert/Ogris, Werner/Olechowski, Thomas (Hrsg.): Hans Kelsen: Leben, Werk, Wirksamkeit. Manz, Wien 2009.
- Ziemann, Sascha: Die „Internationale Zeitschrift für Theorie des Rechts“ / „Revue Internationale de la Théorie du Droit“ (1926 bis 1939). Einführende Bemerkungen zur ersten rechtstheoretischen Zeitschrift moderner Prägung nebst Bibliographie und Register. In: Rechtstheorie. 2007, Heft 1, S. 169–195 (enthält eine Bibliographie zu der von Kelsen mitherausgegebenen Zeitschrift).